# Spikula nicieni

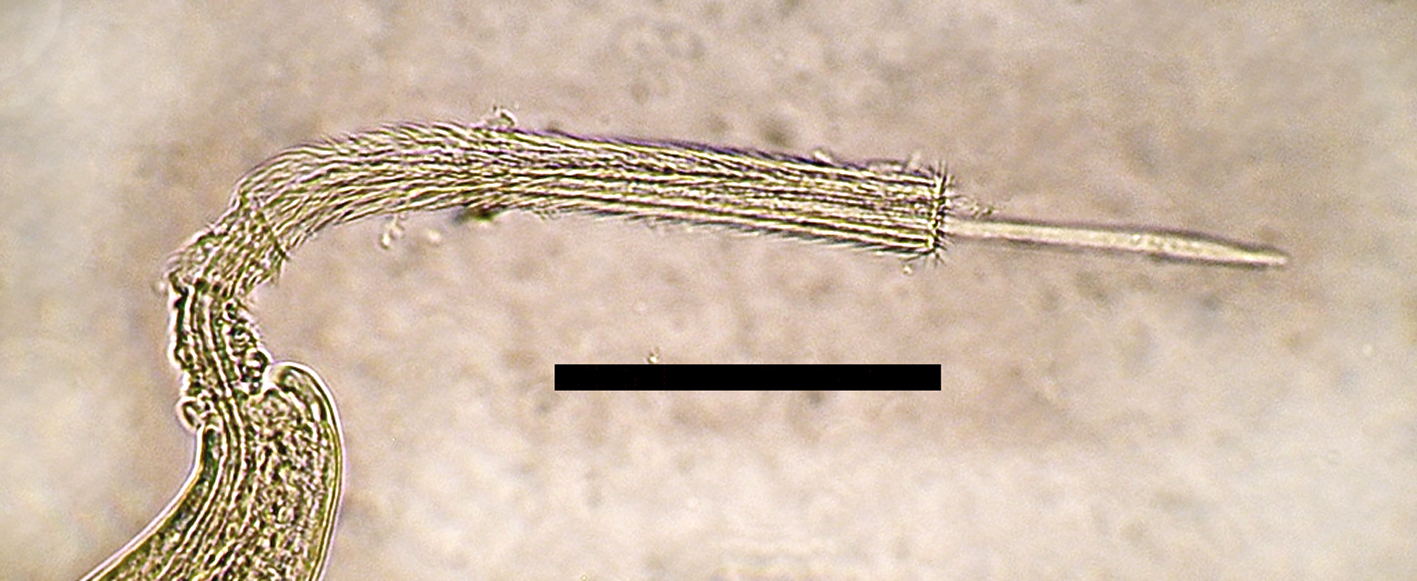
Spikula wysuwająca się z osłonki na końcu ciała samca Eucoleus aerophilus

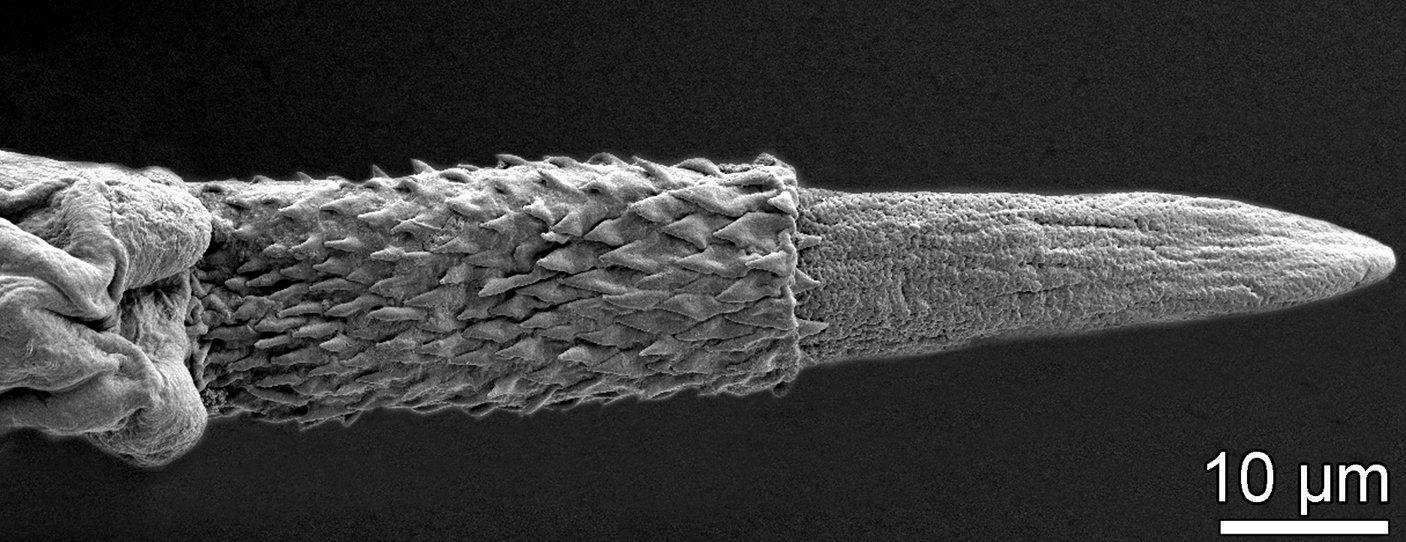
Spikula wysunięta z osłonki u samca Capillaria plectropomi

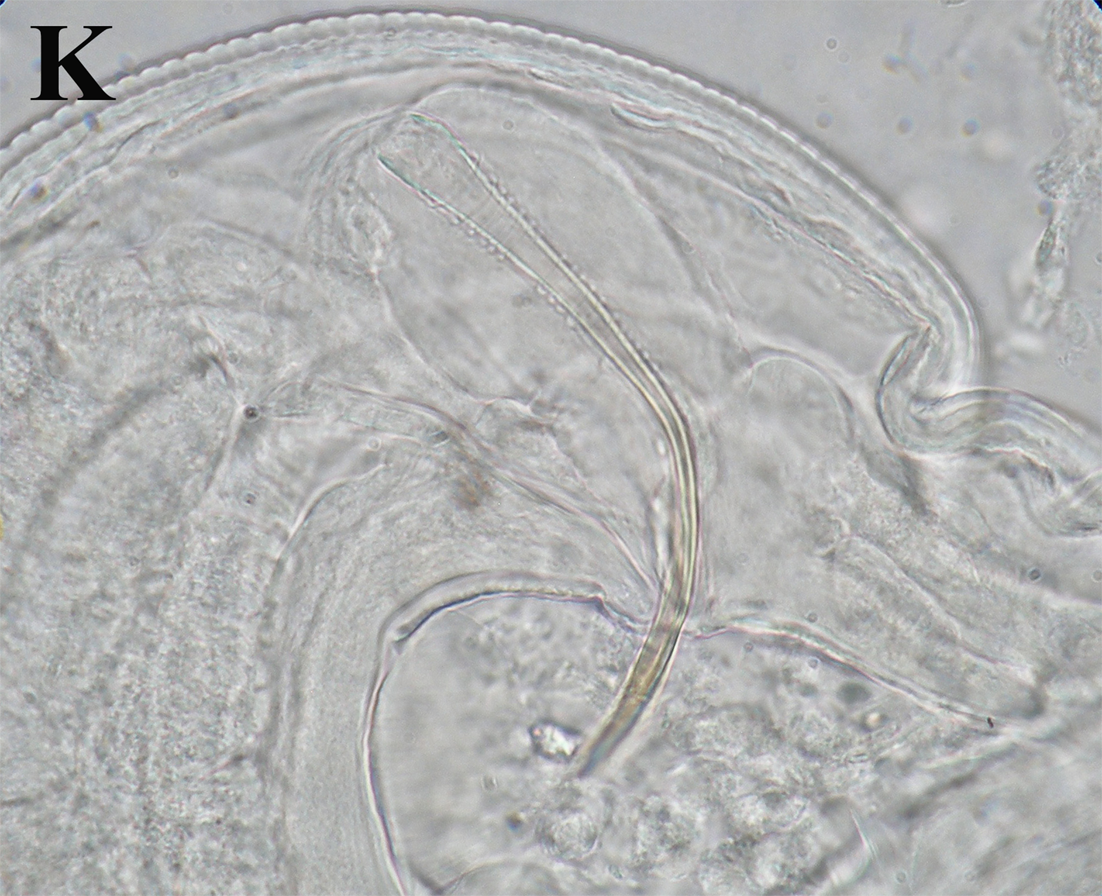
Lewa spikula samca Pterygodermatites baiomydis.

Spikula, szczecinka kopulacyjna (łac. spicula, l.mn. spiculae) – męski narząd rozrodczy występujący u niemal wszystkich gatunków nicieni. Zwykle obecne są dwie spikule, ale część gatunków ma tylko jedną.
Spikula ma postać zesklerotyzowanego ostrza lub igły osadzonej grzbietowo od steku w kieszonce stekowej. Otoczona jest ona przez stożkowatą lub rurkowatą osłonkę, z której może się wysuwać. Za jej wysuwanie i wsuwanie odpowiadają mięśnie spikularne: wysuwacze (łac. musculi spiculi protractores) i cofacze (łac. musculi spiculi retractores). U Aphelenchida przy dosiebnym końcu spikuli występuje wyrostek zwany rostrum, połączony z grzbietową i brzuszną częścią osłonki spikularnej. 
Spikula jest narządem kopulacyjnym, ale nasienie nie jest przekazywane bezpośrednio przez nią czy za jej pomocą – przewód wytryskowy ma swe ujście w steku. W czasie kopulacji spikula naprowadzana jest za pomocą wodzidła do wulwy (szpary sromowej) samicy i służy jej rozwarciu.
Rozmiary, kształt i budowa spikuli ogrywają często istotną rolę w oznaczaniu nicieni.